# قسم فسارود الريفي (مقاطعة داراب)
قسم فسارود الريفي (بالفارسية: دهستان فسارود) هي منطقة سكنية تقع في إيران في فارس. يقدر عدد سكانها بـ 8,531 نسمة .